# Arcidiocesi di Imphal
L'arcidiocesi di Imphal (in latino Archidioecesis Imphalensis) è una sede metropolitana della Chiesa cattolica in India. Nel 2021 contava 101.283 battezzati su 2.884.350 abitanti. È retta dall'arcivescovo Linus Neli.

## Territorio
L'arcidiocesi comprende l'intero stato di Manipur in India.
Sede arcivescovile è la città di Imphal, dove si trova la cattedrale di San Giuseppe.
Il territorio è suddiviso in 53 parrocchie.

## Storia
La diocesi di Imphal fu eretta il 13 marzo 1980 con la bolla Cum Nos di papa Giovanni Paolo II, in seguito alla divisione della diocesi di Kohima-Imphal, da cui ha tratto origine anche la diocesi di Kohima. Originariamente era suffraganea dell'arcidiocesi di Shillong.
Il 10 luglio 1995 la diocesi è stata elevata al rango di arcidiocesi metropolitana con la bolla Cum Ecclesia catholica di papa Giovanni Paolo II.

## Cronotassi dei vescovi
Si omettono i periodi di sede vacante non superiori ai 2 anni o non storicamente accertati.
- Joseph Mittathany † (28 marzo 1980 - 12 luglio 2006 ritirato)
- Dominic Lumon (12 luglio 2006 - 7 ottobre 2023 ritirato)
- Linus Neli, dal 7 ottobre 2023

## Statistiche
L'arcidiocesi nel 2021 su una popolazione di 2.884.350 persone contava 101.283 battezzati, corrispondenti al 3,5% del totale.
| anno | popolazione | popolazione | popolazione | presbiteri | presbiteri | presbiteri | presbiteri                | diaconi | religiosi | religiosi | parrocchie |
| anno | battezzati  | totale      | %           | numero     | secolari   | regolari   | battezzati per presbitero | diaconi | uomini    | donne     | parrocchie |
| ---- | ----------- | ----------- | ----------- | ---------- | ---------- | ---------- | ------------------------- | ------- | --------- | --------- | ---------- |
| 1990 | 53.140      | 1.773.140   | 3,0         | 63         | 28         | 35         | 843                       |         | 57        | 130       | 32         |
| 1999 | 69.550      | 2.271.550   | 3,1         | 89         | 46         | 43         | 781                       |         | 50        | 148       | 33         |
| 2000 | 70.000      | 2.231.000   | 3,1         | 94         | 51         | 43         | 744                       |         | 53        | 148       | 34         |
| 2001 | 71.150      | 2.388.634   | 3,0         | 96         | 60         | 36         | 741                       |         | 51        | 148       | 34         |
| 2002 | 72.350      | 2.438.634   | 3,0         | 87         | 51         | 36         | 831                       |         | 58        | 193       | 34         |
| 2003 | 73.293      | 2.438.634   | 3,0         | 92         | 54         | 38         | 796                       |         | 53        | 191       | 35         |
| 2004 | 80.558      | 2.438.634   | 3,3         | 99         | 58         | 41         | 813                       |         | 56        | 198       | 31         |
| 2006 | 82.947      | 2.465.000   | 3,4         | 98         | 59         | 39         | 846                       |         | 56        | 207       | 36         |
| 2013 | 88.576      | 2.696.000   | 3,3         | 130        | 82         | 48         | 681                       |         | 86        | 260       | 49         |
| 2016 | 95.868      | 2.850.000   | 3,4         | 136        | 88         | 48         | 704                       |         | 74        | 260       | 44         |
| 2019 | 98.901      | 2.968.250   | 3,3         | 146        | 98         | 48         | 677                       |         | 74        |           | 52         |
| 2021 | 101.283     | 2.884.350   | 3,5         | 159        | 100        | 59         | 637                       |         | 59        |           | 53         |